# المديرية العامة لمخابرات الأمن القومي
المديرية العامة لمخابرات الأمن القومي (بالبنغالية: জাতীয় নিরাপত্তা গোয়েন্দা সংস্থা)‏ ، والمعروفة باسم (NSI) ، هي وكالة المخابرات المدنية الرئيسية لجمهورية بنغلاديش الشعبية . يقع المقر الرئيسي لـها في 1 سيجونباجيشا، دكا، بنجلاديش. إن جهاز الأمن الوطني هو الهيئة الرائدة لحكومة بنغلاديش في مجال الأمن الداخلي ومكافحة الإرهاب والاستخبارات المضادة والاستخبارات الأجنبية . المديرية العامة لمخابرات الأمن القومي هي الأكبر بين وكالات الاستخبارات في بنغلاديش، والأخرى هي المديرية العامة لاستخبارات القوات (DGFI) ، SB ، CID ، PBI) ومديريات المخابرات للقوات المسلحة وشبه العسكرية. الوكالة تقع تحت السلطة المباشرة لرئيس وزراء بنجلاديش .
هذه وكالة استخبارات مدنية مستقلة. اليوم، تشبه وظائف الأمن الداخلي الخاصة بها خدمات الأمن البريطانية MI5 ، في حين أن وظيفة المخابرات الأجنبية لا تشبه تمامًا MI6 . مثل وكالات الاستخبارات الأخرى، يعتقد أن المديرية لديها مكاتب في دول أجنبية، والتي تقوم على البعثات الدبلوماسية البنجلاديشية في الخارج. كما يوجد لدى المديرية وحدات إقليمية في جميع مقاطعات بنجلاديش البالغ عددها 64 مقاطعة، ويرأسها مدير مشترك / نائب مدير.
كونها وكالة المخابرات المدنية المستقلة الوحيدة في بنغلاديش، فإن الأنشطة الرئيسية لجهاز الأمن القومي هي جمع المعلومات حول الحكومات الأجنبية والأفراد والشركات والأحزاب السياسية والجماعات الدينية المختلفة. إن مكافحة الإرهاب والاستخبارات المضادة والاستخبارات السياسية من بين وظائفها الرئيسية. .